# Línia evolutiva de Duskull
Aquesta línia evolutiva de Pokémon inclou Duskull, Dusclops i Dusknoir.

## Duskull
Duskull és una de les espècies que apareixen a la franquícia Pokémon, una sèrie de videojocs, anime, mangues, llibres, cartes col·leccionables i altres mitjans que va ser inventada per Satoshi Tajiri i ha generat milers de milions de dòlars en beneficis per a Nintendo i Game Freak. És de tipus fantasma i evoluciona a Dusclops.

## Dusclops
Dusclops és una de les espècies que apareixen a la franquícia Pokémon, una sèrie de videojocs, anime, mangues, llibres, cartes col·leccionables i altres mitjans que va ser inventada per Satoshi Tajiri i ha generat milers de milions de dòlars en beneficis per a Nintendo i Game Freak. És de tipus fantasma. Evoluciona de Duskull i evoluciona a Dusknoir.

## Dusknoir
Dusknoir és una de les espècies que apareixen a la franquícia Pokémon, una sèrie de videojocs, anime, mangues, llibres, cartes col·leccionables i altres mitjans que va ser inventada per Satoshi Tajiri i ha generat milers de milions de dòlars en beneficis per a Nintendo i Game Freak. És de tipus fantasma i evoluciona de Dusclops.